# 무리한 획일화
무리한 획일화 (영어: Procrustean Bed )는 그리스 신화에 나오는 프로크루스테스가 자신의 침대에 지나가는 사람들을 껴 맞추기 위해 난폭한 행동을 정당화하는 것을 말한다.  이것은 하나의 유행, 관습, 전통을 강요하며, 다양성을 폭력을 포함하여 제거하려는 뜻으로 통하고 있다.  이것은 개인의 자유와 의견을 무시하고, 동질화된 규칙을 강요함으로 사람이 가진 기본권이 자유를 억압하는 뜻으로 사용된다.  지나친 획일화, 개인의 차를 고려하지 않는 말로도 쓰인다.